# Football Club Féminin Juvisy-sur-Orge Essonne
El Football Club Féminin Juvisy-sur-Orge Essonne fue un club francés de fútbol femenino de París, en el suburbio de Viry-Châtillon. Fue fundado en 1971. Viste con franjas blanquinegras, o completamente de blanco.
Originalmente era el equipo femenino del ES Juvisy, de Juvisy-sur-Orge, a 18 kilómetros de París. En 1985 se independizó y se trasladó a París, pero conservó el nombre de Juvisy. Ha jugado ininterrumpidamente en Primera desde 1983. 
Es uno de los equipos más laureados de Francia con seis ligas, cuatro de ellas en los años 90 (1992, 1994, 1996, 1997) y otras dos tras 2000 (2003 y 2006). También ha ganado una Copa (2005). En la Liga de Campeones llegó a las semifinales en 2013 y a los cuartos de final en 2011.
Una particularidad de este club es que puede representar un "socio de vida" para las jugadoras. Por ejemplo, el club utiliza el contrato federal ("contrat fédéral"), los esponsores, ... etc, para acompañarlas escolar y profesionalmente. Este estatuto de contrato federal presenta la ventaja de ayudar a las jugadoras en su desarrollo personal al mismo tiempo que juegan al fútbol.[cita requerida]

## Palmarés
- Division 1 Féminine: 1992, 1994, 1996, 1997. 2003 y 2006.
- Copa Femenina de Francia: 2005

## Paris Football Club
El 6 de julio de 2017 fue adquirido por el Paris Football Club como su sección femenina.

## Plantilla 2013-14
- Porteras: Celine Deville, Marion Mansión, Tanya de Souza
- Defensas: Nadia Benmokhtar, Anaig Butel, Andrea Compper, Sandrine Dusang, Nelly Guilbert, Laure Lepailleur, Julie Soyer, Émilie Trimoreau,
- Centrocampistas: Gwenaëlle Butel, Camille Catala,  Janice Cayman, Amelie Coquet, Ines Dhaou, Akexandra Guiné, Ines Jauréna, Sandrine Soubeyrand, Aissatou Tounkara
- Delanteras: Sandrine Brétigny, Kadidiatou Diani,  Melissa Gomes, Julie Machart, Gaëtane Thiney, Lilas Traïkia

Entrenador: Pascal Gouzènes
Algunas de sus exjugadoras más destacadas son Élise Bussaglia, Stéphanie Mugneret-Béghé y Marinette Pichon.